# Emma Parker
Emma Parker (* 24. April 1999) ist eine englische Snookerspielerin.

## Karriere
Seit 2017 spielt sie auf der World Women’s Snooker Tour, wobei sie gleich in ihrem ersten Jahr zwei U21-Titel gewinnen konnte.
Ihre höchste Platzierung in der WWS-Weltrangliste ist Platz 5. In der separaten U21-Rangliste erreichte sie 2018 nach ihrem Sieg beim European Women’s Masters – U21 den 1. Platz.
Im Februar 2019 nahm sie am Snooker Shoot-Out teil, wofür sie eine Wildcard erhielt. Dies stellte ihre erste Teilnahme an einem Profiturnier dar. Sie verlor allerdings schon in der 1. Runde.
Parker hat in der Vergangenheit mit Top-Spielern wie Ronnie O’Sullivan und Judd Trump trainiert.
Siegerin
- World Women’s U21 Championship 2017
- UK Women’s U21 Championship 2017
- British Open 2018 – U21
- British Open 2018 – Challenge Cup
- European Women’s Masters 2018 – U21

Weitere Erfolge
- Finalistin bei der EBSA European Team Championship Ladies 2021 (mit Rebecca Kenna)
- Halbfinalistin beim Women’s Masters 2018
- Viertelfinalistin beim European Women’s Masters 2018